# Arenal (Yoro)
Pour les articles homonymes, voir Arenal.
Arenal est une municipalité du Honduras, située dans le département de Yoro. Elle comprend 7 villages et 31 hameaux. Elle est fondée en 1856.

## Source de la traduction
- (en) Cet article est partiellement ou en totalité issu de l’article de Wikipédia en anglais intitulé « Arenal, Yoro » (voir la liste des auteurs).